# Лапада Володимир Андрійович
Володимир Андрійович Лапада (нар. 23 квітня 1938, місто Пирятин Полтавської області) — український радянський діяч, 1-й секретар Білоцерківського райкому КПУ Київської області. Член Ревізійної комісії КПУ в червні 1990 — серпні 1991 року.

## Біографія
Трудову діяльність розпочав у 1960 році інженером-механіком майстерень Липовецького цукрозаводу, потім працював механіком Узинського цукрозаводу Київської області.
Освіта вища. Член КПРС з 1965 року.
До 1975 року — директор Озернянського цукрозаводу Білоцерківського району Київської області.
У грудні 1975 — 1977 року — 2-й секретар Білоцерківського районного комітету КПУ Київської області.
У 1977 — серпні 1991 року — 1-й секретар Білоцерківського районного комітету КПУ Київської області.
З жовтня 1991 року по травень 1992 року — заступник генерального директора агропромислового комплексу (АПК) «Рось» Білоцерківського району Київської області.
З травня 1992 року по листопад 1996 року — 1-й заступник голови Білоцерківської районної державної адміністрації Київської області. 
З 1997 року — начальник відділу товариства з обмеженою відповідальністю (ТзОВ) «Агрос» Білоцерківського району Київської області.
Потім — на пенсії в місті Біла Церква Київської області.

## Нагороди
- орден Трудового Червоного Прапора (1973)
- орден «Знак Пошани» (1977)
- медалі
- почесний громадянин Білоцерківського району